# Marek Matuszelański
Marek Matuszelański (ur. 22 czerwca 1956 w Wysokiem Mazowieckiem, zm. 13 września 2024 w Münster) – polski nauczyciel, projektant i konstruktor balonów, pilot balonowy, baloniarz i działacz baloniarski.

## Życiorys
W 1979 roku ukończył studia Wychowania Technicznego na Uniwersytecie Warszawskim w Białymstoku.
Lot laszujący odbył 27 września 1979. Jego licencja pilota ma numer B-2161. Był współtwórcą sportu balonowego na Podlasiu. Był wiceprezesem zarządu Stowarzyszenia Białostocki Klub Balonowy (od 2017 był tam sekretarzem). Odniósł następujące sukcesy:
- trzecie miejsce: V Międzynarodowe Zawody o Puchar Głosu Robotniczego, 1979, Łódź,
- trzecie miejsce: Zawody o Memoriał Franciszka Hynka, 1980, Wrocław[5],
- wicemistrzostwo Australii: National Australian Balloon Challenge, 1988, Canowindra[6],
- pierwsze miejsce w kategorii seniorów: XXI Krajowe Zawody Latawcowe, 1993, Strzyżewice[7].

Otrzymał brązową odznakę Za zasługi dla Aeroklubu PRL.